# Потсдам
Потсда́м (нем. Potsdam [ˈpɔtsdam], н.-луж. Podstupim): город в Германии, столица федеральной земли Бранденбург, где имеет статус внерайонного города. Расположен на реке Хафель и на берегах нескольких соединённых между собой озёр, в 20 км к юго-западу от центра Берлина.

## История
Потсдам был основан предположительно в X веке на месте деревни Славик племенем полабских славян гавелян и получил название «Подступим» или «Позтупимый». Первые упоминания о нём относятся к 993 году, когда император Оттон III даровал эту землю Кведлинбургскому аббатству. В дальнейшем Потсдам упоминался как городок (теперь уже германский, а не славянский), пока в 1345 году не получил статус города. Однако ещё в 1573 году он оставался маленьким торговым городом с населением 2000 жителей. Большой урон Потсдаму нанесла Тридцатилетняя война (1618—1648), уничтожившая примерно половину города.
Судьба Потсдама изменилась кардинально в 1660 году, когда он был выбран охотничьей резиденцией Фридриха Вильгельма I, курфюрста Бранденбурга. Также там разместились солдатские казармы. Впоследствии город стал резиденцией прусской королевской семьи. Величественные здания были главным образом построены в годы правления Фридриха Великого. Дворцы и парк Сан-Суси (от фр. «без забот», архитектор Георг Венцеслаус фон Кнобельсдорф, 1744) знамениты своими английскими садами и интерьерами в стиле рококо.
В то время как Берлин был столицей Пруссии, а позже и Германской империи, Верховный суд оставался в соседнем Потсдаме. Также здесь обосновались многие правительственные учреждения. Город потерял статус второй столицы в 1918 году, когда Первая мировая война была закончена, и император Вильгельм II был свергнут.
Символическое начало эпохе Третьего рейха положило официальное рукопожатие, которым обменялись президент Гинденбург и новый канцлер Германии Адольф Гитлер 21 марта 1933 года в потсдамской гарнизонной церкви, символизировавшее коалицию военных (рейхсвер) и национал-социалистов.
С 14 апреля 1945 года Потсдам, в рамках окружения города Берлина, был местом активных боевых действий. К концу апреля 1945 года город был занят советскими войсками. С 17 июля по 2 августа 1945 года дворец Цецилиенхоф был местом проведения Потсдамской конференции. Здесь же 26 июля 1945 года была опубликована Потсдамская декларация Великобритании, США и Китая.

### Основные даты
- X век — есть гипотеза славянских историков, что на месте деревни Славик славянами-гавелянами основан град Подступимый.
- 3 июля 993 года — первое письменное упоминание о Потсдаме: германский король Оттон III подарил место «Poztupimi» своей тётке Матильде Кведлинбургской.
- 1416 год — город Потсдам становится вотчиной франконского рода Гогенцоллернов.
- 1536 год — во время крупного пожара город сгорел почти дотла.
- 1618—1648 гг. — во время Тридцатилетней войны Потсдам был сильно разорён, от голода и эпидемий погибла большая часть населения города.
- 1660 год — великий курфюрст Фридрих Вильгельм назначил Потсдам своей резиденцией наряду с Берлином.
- 8 ноября 1685 года — великий курфюрст Фридрих Вильгельм издал Потсдамский эдикт, в котором пригласил в Потсдам французских гугенотов после отмены Нантского эдикта во Франции. Этому призыву Великого курфюрста последовало около 20 тысяч гонимых гугенотов, большую часть которых составляли ремесленники. Протестанты из Франции были превосходными оружейниками, оптиками, механиками по точным работам, аптекарями, врачами, кондитерами и создателями орга́нов.
- 1713 год — с вступлением на престол Фридриха Вильгельма I наступило тяжёлое время — Потсдам стал гарнизонным городом. Король всё подчинил созданию сильной армии. Построен новый город, в том числе голландский квартал.
- 1720 год — в Потсдаме закончено строительство городского канала.
- 1722 год — Потсдам был обнесён оборонительной стеной.

- 1744 год — Фридрихом II Великим был заложен фундамент дворца Сан-Суси. Всемирно известным Потсдам должен был сделать и Городской дворец. Фридрих Великий превратил Потсдам в город-резиденцию. Творения того времени определяют и сегодня вид и характер города. Самыми знаменитыми архитекторами того времени были Георг Венцеслаус фон Кнобельсдорф, Карл фон Гонтард и Георг Христиан Унгер.
- 1827 год — возникла известная русская колония в деревне Александровка с православной церковью святого Александра Невского.
- 1839 год — Потсдам соединила с Берлином первая прусская железная дорога.
- 5 декабря 1848 года — Фридрих Вильгельм IV предоставил Пруссии конституцию, вступившую в силу в январе 1850 года.
- 1917 год — основано акционерное общества «УФА Фильм» в Бабельсберге.
- 21 марта 1933 года — в так называемый «день Потсдама» нацисты организовали широко разрекламированный шовинистический спектакль. В своей речи Гитлер приветствовал обручение прежнего «величия» Пруссии с «молодой силой» нацизма.
- 14 апреля 1945 года — бомбардировка Потсдама американцами началась в 22.42 и закончилась в 23.16. За это время с пятисот самолётов было сброшено 1750 тонн бомб. Бомбометание проходило широкой полосой. Погибло более 4000 человек, в том числе 1800 человек, бывших на принудительных работах, и только 80 военных. Гарнизонная церковь, Городской дворец и ещё более 850 домов превратились в руины, в то время как парки с их замками остались почти невредимы.
- 2 мая 1945 года — советские войска закончили операцию по взятию города. Во время операции погибли приблизительно 1200 мирных жителей, около 1000 солдат вермахта и около 500 воинов Красной Армии. Кроме того, была дополнительно разрушена часть центра города, уцелевшая после бомбардировок американцев.
- 17 июля — 2 августа 1945 года в потсдамском дворце Цецилиенхоф состоялась встреча лидеров держав-победительниц. На Потсдамской конференции в том числе обсуждалось политическое и экономическое будущее Германии.
- 1952 год — Потсдам лишился функций столицы «символа прусского милитаризма» и стал окружным городом. Земля Бранденбург была разделена на три округа — Котбус, Франкфурт-на-Одере и Потсдам.
- 13 августа 1961 года началось строительство Берлинской стены, разделившей Берлин на две части — Восточный и Западный. Потсдам оказался на границе с Западным Берлином, и все проявления холодной войны были здесь особенно ощутимы.
- 1990 год — были установлены границы новых земель Германии, и Потсдам вновь стал столицей земли Бранденбург.
- 1991 год — в Потсдам были перезахоронены останки королей Пруссии Фридриха Вильгельма I в церкви Фриденскирхе и Фридриха Великого — на газоне рядом со своими собаками у дворца Сан-Суси, согласно его завещанию. ЮНЕСКО объявила замки и сады Потсдама объектами Всемирного культурного наследия.
- 1 апреля 1992 года — возобновилось движение городских электричек линии S7 (S-Bahn) между Берлином и Потсдамом.
- 1993 год — год празднования 1000-летия Потсдама.
- 2001 год — в Потсдаме проходит Всегерманское шоу садов и цветоводства.
- 2002 год — открытие в Биосфере Фолькспарка представления тропических растений и ландшафта.
- 2005 год — Потсдам выдвигался в качестве кандидата на звание культурной столицы Европы.
- 2017 год — открылся восстановленный Городской дворец в стиле барокко, с золотой  надписью на французском языке "Это не дворец", в котором теперь находится Ландтаг федеральной земли Бранденбург.

### Новейшая история
После возведения Берлинской стены Потсдам, расположенный к юго-западу от Берлина, оказался на границе с Западным Берлином. Это не только отрезало его от Восточного Берлина, но и увеличило в 2 раза время в пути до столицы ГДР. Мост Глинике через Хафель соединил город с Западным Берлином и оказался в центре событий, связанных с обменом шпионами между Западом и Востоком во времена Холодной войны.
После воссоединения Германии Потсдам стал столицей вновь созданной федеральной земли Бранденбург (3 октября 1990 г.).

## Климат
Климат Потсдама умеренный, сходен с климатом Берлина.
| Показатель                    | Янв. | Фев. | Март | Апр. | Май  | Июнь | Июль | Авг. | Сен. | Окт. | Нояб. | Дек. | Год  |
| ----------------------------- | ---- | ---- | ---- | ---- | ---- | ---- | ---- | ---- | ---- | ---- | ----- | ---- | ---- |
| Средний суточный максимум, °C | 1,7  | 3,5  | 8,1  | 13,5 | 19,1 | 22,4 | 23,6 | 23,4 | 19,2 | 13,7 | 7,1   | 3,0  | 13,2 |
| Средняя температура, °C       | −0,9 | 0,2  | 3,7  | 8,0  | 13,2 | 16,6 | 17,9 | 17,5 | 13,9 | 9,4  | 4,2   | 0,7  | 8,7  |
| Средний суточный минимум, °C  | −3,4 | −2,7 | 0,0  | 3,4  | 8,0  | 11,5 | 13,0 | 12,7 | 9,8  | 6,0  | 1,7   | −1,7 | 4,9  |
| Норма осадков, мм             | 44   | 38   | 38   | 44   | 56   | 69   | 52   | 60   | 46   | 36   | 47    | 55   | 585  |
| Источник: World Climate       |      |      |      |      |      |      |      |      |      |      |       |      |      |

## Население
| Год  | Население |
| ---- | --------- |
| 1990 | 147 252   |
| 1995 | 144 118   |
| 2000 | 140 668   |
| 2005 | 147 583   |
| 2010 | 156 906   |
| 2015 | 167 745   |
| 2020 | 182 112   |

## Политика
Пост бургомистра и собственный муниципалитет появились в Потсдаме в XV веке. C 1809 года стали проводиться выборы в муниципалитет с обер-бургомистром во главе. Во времена нацистской Германии бургомистр избирался НСДАП, а муниципалитет распущен. После Второй мировой войны городская власть в Потсдаме, как и по всей ГДР, была на словах воссоздана, но на деле выборов не было до воссоединения.
Сегодня муниципалитет — центральный административный орган города. С 1950 по 1999 года председатель муниципалитета назывался «городским президентом», в настоящее время — председатель муниципалитета. Бургомистр избирается в ходе прямых выборов. На выборах бургомистра, состоявшихся 22 сентября 2002 года, ни один из кандидатов не получил абсолютного большинства голосов, и последний тур выборов проводился между Яном Якобсом (СДПГ) и Хансом-Юргеном Шарфенбергом (ПДС). Победа досталась Яну Якобсу с минимальным перевесом голосов (50.1 %).

## Города-побратимы
- Бобиньи (Франция), с 1974
- Бонн (Северный Рейн — Вестфалия), с 1988
- Версаль (Франция), с 2016
- Занзибар (Танзания), с 2017
- Люцерн (Швейцария), с 2002
- Ополе (Силезия, Польша), с 1973
- Перуджа (Италия), с 1990
- Су-Фолс, Южная Дакота (США), с 1990
- Ювяскюля (Финляндия), с 1985
- Россия: Орехово-Зуево

## Наука и образование
Потсдам — университетский город. В 1991 году был основан Потсдамский университет. Его предшественницей была Высшая школа земли Бранденбург имени Карла Либкнехта, педагогический институт, основанный в 1948 году, был одним из самых важных в ГДР.
Кроме того, есть колледж кино и телевидения, основанный в 1954 году в Бабельсберге, главный центр немецкого кинопроизводства с момента основания. Есть также несколько исследовательских центров, в том числе Институт Фраунхофера для прикладного исследования полимеров и Институт гравитационной физики Общества Макса Планка (Институт Альберта Эйнштейна).

## Достопримечательности Потсдама

### Всемирное наследие
В 1990 году весь культурный ландшафт Потсдама на основании совместной заявки двух федеральных земель был внесён в Список Всемирного наследия ЮНЕСКО. С этого момента парки Сан-Суси, Новый сад, Бабельсберг, Глинике и Пфауэнинзель вместе со своими дворцами получили статус объектов Всемирного наследия. В 1992 году к ним присоединился дворец и парк Закров с церковью Спасителя в Закрове. В 1999 году Всемирное наследие в Потсдаме пополнилось ещё 14 памятниками, среди которых дворец и парк Линдштедт, русская колония Александровка, Бельведер на Пфингстберге, Императорский вокзал и обсерватория в Бабельсбергском парке. Всемирное наследие в Потсдаме занимает около 500 га парковой площади, включает в себя 150 сооружений, построенных в период с 1730 по 1916 годы. Берлинско-потсдамский культурный ландшафт является самым крупным объектом Всемирного наследия в Германии.

### Дворцы и сады
Сегодня Потсдам в первую очередь известен как город дворцов и садов. В берлинско-потсдамском культурном ландшафте располагается около 20 дворцов. Самой известной достопримечательностью Потсдама и одновременно символом города является дворец Сан-Суси с прилегающим к нему парком. Небольшой по размерам летний дворец в стиле рококо был построен в 1745—1747 годах по эскизам прусского короля Фридриха Великого. Расположение летнего дворца на юго-западе города-резиденции Потсдама наводит на параллель с Версалем и Парижем.
В 1826—1829 годах Карл Фридрих Шинкель построил небольшой дворец Шарлоттенхоф по образцу древнеримских вилл (название по имени Марии Шарлотты фон Генцков, супруги прежнего владельца, камергера дворцов Сан-Суси). Новый дворец стал летней резиденцией кронпринца Фридриха Вильгельма, с 1840 года короля Пруссии под именем Фридриха Вильгельма IV, который, как и его предшественник, был поклонником античности. Дворец с портиком римско-дорического ордера, расписанным изнутри, необычным западным фасадом со скульптурами оленей, секторальным прудом и садовыми перголами, представляет собой уникальный памятник, сравнимый только с Помпейским домом в Ашаффенбурге. Внутри имеется коллекция картин и мебели, созданной по рисункам Шинкеля.
В 1828—1840 годах Шинкель недалеко от Шарлоттенхофа построил ещё один комплекс в античном стиле: «Римские купальни» (нем. Römische Bäder), с уникальными интерьерами, воспроизводящими достаточно точно жилой дом древних Помпей, также со скульптурами, росписями и «помпейской» мебелью.
Новый дворец — самый крупный дворец города Потсдама. Он располагается в западной части парка Сан-Суси. Его строительство началось по окончании Семилетней войны в 1763 году и завершилось в 1769 году. Новый дворец считается последним значимым дворцовым сооружением в стиле прусского барокко. Фридрих предполагал использовать его исключительно в представительских целях, в распоряжении короля для этого во дворце имелось свыше 200 помещений, четыре парадных зала и театр в стиле рококо. Более 400 статуй античных богов украшают фасад и балюстраду на крыше дворца. За свои размеры и богатый декор Фридрих Великий называл дворец фанфаронадой.
Оранжерейный дворец на холмах между Клаусбергом и дворцом Сан-Суси был построен при «романтике на троне» Фридрихе Вильгельме IV в 1851—1864 годах. Возведение дворца было частью масштабного проекта Триумфальной улицы, которая должна была начинаться от триумфальных ворот и заканчиваться у Бельведера на Клаусберге. Этот проект так и не был осуществлён вследствие политических беспорядков Мартовской революции и нехватки финансирования. Оранжерейный дворец был построен в стиле итальянского ренессанса по подобию виллы Медичи в Риме и Уффици во Флоренции.
В потсдамском Новом саду, непосредственно на берегу Святого озера в 1787—1792 годах при короле Фридрихе Вильгельме II был построен Мраморный дворец. Архитектор Карл фон Гонтард, а с 1789 года Карл Готтгард Лангганс возвели дворец в стиле классицизма. Квадратный в основании двухэтажный дворец был построен из красного кирпича. Плоскую крышу кубического дворца украшает ротонда, с которой открываются великолепные виды, в том числе на Пфауэнинзель.
Самым известным из семи парков Потсдама является парк Сан-Суси. По приказу Фридриха Великого в 1744 году на тогда именовавшейся Пустынной горе были заложены террасы виноградников. Главная аллея парка длиной 2,5 км связывает дворец Сан-Суси с Новым дворцом. Парк Сан-Суси богат достопримечательностями. Помимо дворцов, павильонов, храмов и скульптур на его территории также разместился ботанический сад и историческая мельница.
Новый сад был заложен в 1787 году. В соответствии с духом времени он отражал современные тенденции садовой архитектуры и отличался от барочного парка Сан-Суси, в его оформлении ощущается выраженный ландшафтный характер. Деревья и кустарники не подстригались, а сохраняли естественную форму. Наиболее известные сооружения Нового сада — дворец Цецилиенхоф и Мраморный дворец, но также небольшая пирамида, сфинкс у египетского портала оранжереи и обелиск.
Оформлением парка Бабельсберг занимались Петер Йозеф Ленне и князь Герман фон Пюклер-Мускау. Холмистая местность у реки Хафель была превращена в парк в 1833 году. На его территории помимо двух дворцов расположена башня Флатов высотой 46 м, с которой открывается великолепный вид на город. Тяжёлые времена для парка Бабельсберг наступили после возведения Берлинской стены в 1961 году. Парк оказался в закрытой пограничной зоне и оказался в запущении. В настоящее время парк Бабельсберг вернул себе былую красоту и открыт для посетителей. В парке расположен кампус Потсдамского университета.
Остров Дружбы расположен в центре города. Своё название он получил почти 150 лет назад благодаря располагавшемуся там гостиному двору. По предложению садовода и философа Карла Фёрстера в 1938—1940 годах здесь был создан первая постоянная садоводческая выставка зимостойких цветочных кустарников, папоротников и растений. Самый древний сад Потсдама — Люстгартен, который был заложен в 1660 году при Великом курфюрсте перед потсдамским Городским дворцом. В 2001 году Люстгартен был восстановлен в современной форме. Дикий парк Потсдама, который называли «забытым садом Ленне», был заложен в 1843 году, его площадь составляет 875 га. Вход в него находится у железнодорожной станции Потсдам—Сан-Суси, известной своим Императорским вокзалом. Народный парк Потсдама — самый новый парк города. Он был открыт в 2001 году на бывшей территории военного назначения. В Народном парке находится потсдамская Биосфера — тропический сад в теплице, рассчитанной на 20 000 растений.

### Кварталы и площади
Европейский облик, который Потсдам приобрёл, став городом-резиденцией, нашёл своё отражение как в культуре, так и архитектуре. Наряду с сооружениями в разнообразных архитектурных стилях и различных исторических эпох в Потсдаме можно обнаружить типичные жилые дома голландцев и русских, которые строились для переселенцев из этих стран. Вкусы своего времени отражают экзотические здания, как, например, китайский домик XVIII века или швейцарские дома в Клайн-Глинике, построенные в XIX веке. В норвежском стиле была построена матросская станция Kongsnaes (большей частью разрушена в 1945 году), а в английском сельском стиле — дворец Цецилиенхоф в Новом саду. Несмотря на более чем тысячелетнюю историю города, в Потсдаме не сохранилось средневековых построек. Местные правители в своих амбициозных архитектурных проектах демонстрировали пристрастие к новшествам культуры и технического развития.
Чтобы привлечь в город голландских ремесленников, по приказу «короля-солдата» Фридриха Вильгельма I в 1733—1740 годах был построен голландский квартал. Работы осуществлялись под руководством одного из первых переселенцев, архитектора Яна Баумана. В расположенном в центре города квартале разместилось 134 дома из красного кирпича, разделённых двумя улицами на четыре блока. Квартал ограничивают Науэнские ворота и церковь Петра и Павла.
В северной части города в 1826—1827 годах была построена русская колония Александровка для последних двенадцати певцов русского хора. Петер Йозеф Ленне придал посёлку форму ипподрома с андреевским крестом внутри. В знак дружеских отношений, связывавших Гогенцоллернов с Романовыми, посёлок был назван в честь умершего в 1825 году царя Александра I. Посёлок состоит из тринадцати фахверковых домов. Внешние стены отдельно стоящих одно- и двухэтажных домов с фронтонами обиты деревом, чтобы напоминать русские избы. Вблизи русского посёлка на горе Капелленберг находится построенный для колонистов Александро-Невский храм.
Расположенный в Бабельсберге Ткацкий квартал в Новавес и местная церковь Фридрихскирхе в его центре были построены по приказу Фридриха Великого в 1751 году для богемских протестантов. Фридрих II освободил религиозных беженцев от налогов и предоставил свободу вероисповедания. Король приказал посадить орешник, древесина которого использовалась в производстве ружей. Начиная с 1780 года появились посадки тутового дерева для шелководства.
Исторический центр города — Старая Рыночная площадь. Здесь были возведены Городской дворец, церковь Св. Николая, Люстгартен и Старая ратуша. Во времена ГДР здесь также появились высотное здание отеля «Меркур», здание Высшей специальной школы Потсдама и музей кино. Снесённый Городской дворец был восстановлен, в нём разместился ландтаг Бранденбурга.
Новая Рыночная площадь, появившаяся в Потсдаме XVII—XVIII веках, — одна из великолепно сохранившихся барочных площадей Европы. В её юго-западной части расположено бывшее здание дворцовых конюшен, а ныне Потсдамский музей кино. Кабинетхаус на Новой Рыночной площади был городским дворцом, в этом здании родились будущий король Фридрих Вильгельм III и Вильгельм Гумбольдт. В зданиях на Новой Рыночной площади сейчас располагается ряд учреждений культуры и науки.
Площадь Луизы соединяет пешеходную зону Бранденбургской улицы с аллеей у входа в парк Сан-Суси со знаменитой зелёной решёткой. Зелёные насаждения и оформление площади в середине XIX века были поручены Петеру Йозефу Ленне, который воздвиг в центре Луизенплац фонтан. В 1930-е годы площадь была заасфальтирована, а вместо сквера появилась парковка. С 1770 года Луизенплац и Бранденбургскую улицу разделяют Бранденбургские ворота.

### Городские ворота
Гарнизонный город Потсдам был окружён городской стеной, которая служила не для его защиты, а преимущественно для предотвращения дезертирства солдат и контрабанды товаров. Городская стена соединяла городские ворота, из которых до настоящего времени сохранилось трое: малые Бранденбургские ворота, Науэнские ворота и Охотничьи ворота. Утраченные Тельтовские ворота находились на юго-восточной стороне Длинного моста. Берлинские ворота была почти полностью разрушены в 1945 году, сохранилась лишь одна боковая стена. От Нейштедтских ворот остался один-единственный обелиск.
Бранденбургские ворота Потсдама в своей нынешней форме были построены в 1770 году по приказу Фридриха II. По окончании Семилетней войны старые ворота на этом месте были снесены и заменены новым монументальным сооружением, посвящённом победе. Образцом для них послужила триумфальная арка Константина в Риме. У потсдамских Бранденбургских ворот было два архитектора, а потому и два лица. Карл фон Гонтард создал проект фасада, обращённого к городу, а его ученик Георг Христиан Унгер — внешнего фасада. Самые древние из сохранившихся ворот Потсдама — Охотничьи. Они был возведены в 1733 году как северный вход в город. За ними располагался курфюршеский охотничий двор, давший название воротам. Более крупные Науэнские ворота датируются 1755 годом и являют собой один из первых образцов английского неоготического влияния на европейском континенте. Площадь перед Науэнскими воротами сегодня заполнена кафе, ресторанами и барами и стала известным местом встречи потсдамцев и гостей столицы Бранденбурга. Трамвайные пути проходят непосредственно через ворота.

### Собрания живописи
Потсдам обладает богатыми коллекциями изобразительного искусства, демонстрирующимися в потсдамских дворцах. В Сан-Суси открыта картинная галерея, построенная по заказу короля Фридриха II в 1755—1764 годах. Она расположена восточнее от дворца и считается старейшим из сохранившихся отдельно стоящих княжеских музейных зданий в Германии. Зал галереи славится роскошью убранства с позолотой сводчатого потолка. Основную часть экспозиции занимают произведения живописи эпохи барокко, маньеризма и ренессанса. В галерее Сан-Суси представлены такие известные итальянские и фламандские художники, как Питер Пауль Рубенс, Антонис Ван Дейк, Антуан Ватто и Караваджо. Часть фондов галереи была передана в 1830 году в открывшийся берлинский Старый музей. Во время Второй мировой войны коллекция живописи из Сан-Суси была перевезена в Рейнсбергский дворец. Лишь в 1958 году большая часть трофейного искусства вернулась из СССР в ГДР.

## Театры
- Театр Ханса Отто